# Lista över fornlämningar i Västerås kommun (Västerås-Barkarö)
Lista över fornlämningar i Västerås kommun (Västerås-Barkarö) är en förteckning av ett urval av de fornlämningar som finns i Västerås-Barkarö i Västerås kommun.
| Namn                  | Lämningstyp  | Tillkomsttid | Historisk indelning           | Plats | Läge                 | ID-nr          | Bild                                 |
| --------------------- | ------------ | ------------ | ----------------------------- | ----- | -------------------- | -------------- | ------------------------------------ |
| Västerås-Barkarö 4:1  | Stensättning |              | Västerås-Barkarö, Västmanland |       | 59.548935, 16.513875 | 10233600040001 | Ladda upp en bild av detta fornminne |
| Västerås-Barkarö 7:1  | Hällristning |              | Västerås-Barkarö, Västmanland |       | 59.562754, 16.491264 | 10233600070001 | Ladda upp en bild av detta fornminne |
| Västerås-Barkarö 9:1  | Stensättning |              | Västerås-Barkarö, Västmanland |       | 59.556113, 16.501532 | 10233600090001 | Ladda upp en bild av detta fornminne |
| Västerås-Barkarö 12:1 | Kyrka/kapell |              | Västerås-Barkarö, Västmanland |       | 59.511159, 16.629130 | 10233600120001 | Ladda upp en bild av detta fornminne |
| Västerås-Barkarö 14:1 | Stensättning |              | Västerås-Barkarö, Västmanland |       | 59.507810, 16.625312 | 10233600140001 | Ladda upp en bild av detta fornminne |
| Västerås-Barkarö 15:1 | Gravfält     |              | Västerås-Barkarö, Västmanland |       | 59.511968, 16.623693 | 10233600150001 | Ladda upp en bild av detta fornminne |
| Västerås-Barkarö 20:1 | Röse         |              | Västerås-Barkarö, Västmanland |       | 59.533181, 16.465925 | 10233600200001 | Ladda upp en bild av detta fornminne |
| Västerås-Barkarö 20:2 | Stensättning |              | Västerås-Barkarö, Västmanland |       | 59.533011, 16.465767 | 10233600200002 | Ladda upp en bild av detta fornminne |
| Västerås-Barkarö 20:3 | Stensättning |              | Västerås-Barkarö, Västmanland |       | 59.532807, 16.466000 | 10233600200003 | Ladda upp en bild av detta fornminne |
| Västerås-Barkarö 23:1 | Stensättning |              | Västerås-Barkarö, Västmanland |       | 59.533461, 16.467217 | 10233600230001 | Ladda upp en bild av detta fornminne |
| Västerås-Barkarö 56:1 | Gravfält     |              | Västerås-Barkarö, Västmanland |       | 59.566498, 16.504899 | 10233600560001 | Ladda upp en bild av detta fornminne |